# Nemo Rossi
Nemo Rossi ist das gemeinsame Pseudonym zweier finnischer Schriftsteller, Mika Rissanen und Juha Tahvanainen.
Rossi ist für seine Jugendliteratur bekannt. In seinen Kriminalromanen, Serie Arkeomysteeri (Archäomysterien), lösen drei Teenager Krimirätsel in Verbindung mit antiker Mythologie und Geschichte. Historische Themen seiner Romane umfassen zum Beispiel den Mythos der Gründung der Stadt Rom, den illegalen Handel mit archäologischen Funden, das Erbe Alexanders des Großen und die Kunst des Michelangelo.
Rissanen und Tahvanainen schreiben auch Sachbücher über die Kulturgeschichte Europas. Ihre Werke wurden mit Preisen ausgezeichnet, u. a. erhielten sie den finnischen Sachbuchpreis Tieto-Finlandia.

## Werke
- Rooman sudet („Wölfe von Rom“). WSOY, Helsinki 2012, ISBN 978-951-039159-4.
- Mafian linnut („Mafia Vögel“). Myllylahti, Espoo 2014, ISBN 978-952-202-498-5.
- Jumalista seuraava („Nächste zu den Göttern“). Myllylahti, Espoo 2014, ISBN 978-952-202-547-0.
- Viimeinen etruski („Der letzte Etrusker“). Myllylahti, Espoo 2016, ISBN 978-952-202-745-0.
- Salainen veljeskunta („Die geheime Bruderschaft“). Myllylahti, Espoo 2018, ISBN 978-952-202-949-2.